# St Mary's Church (Fairford)

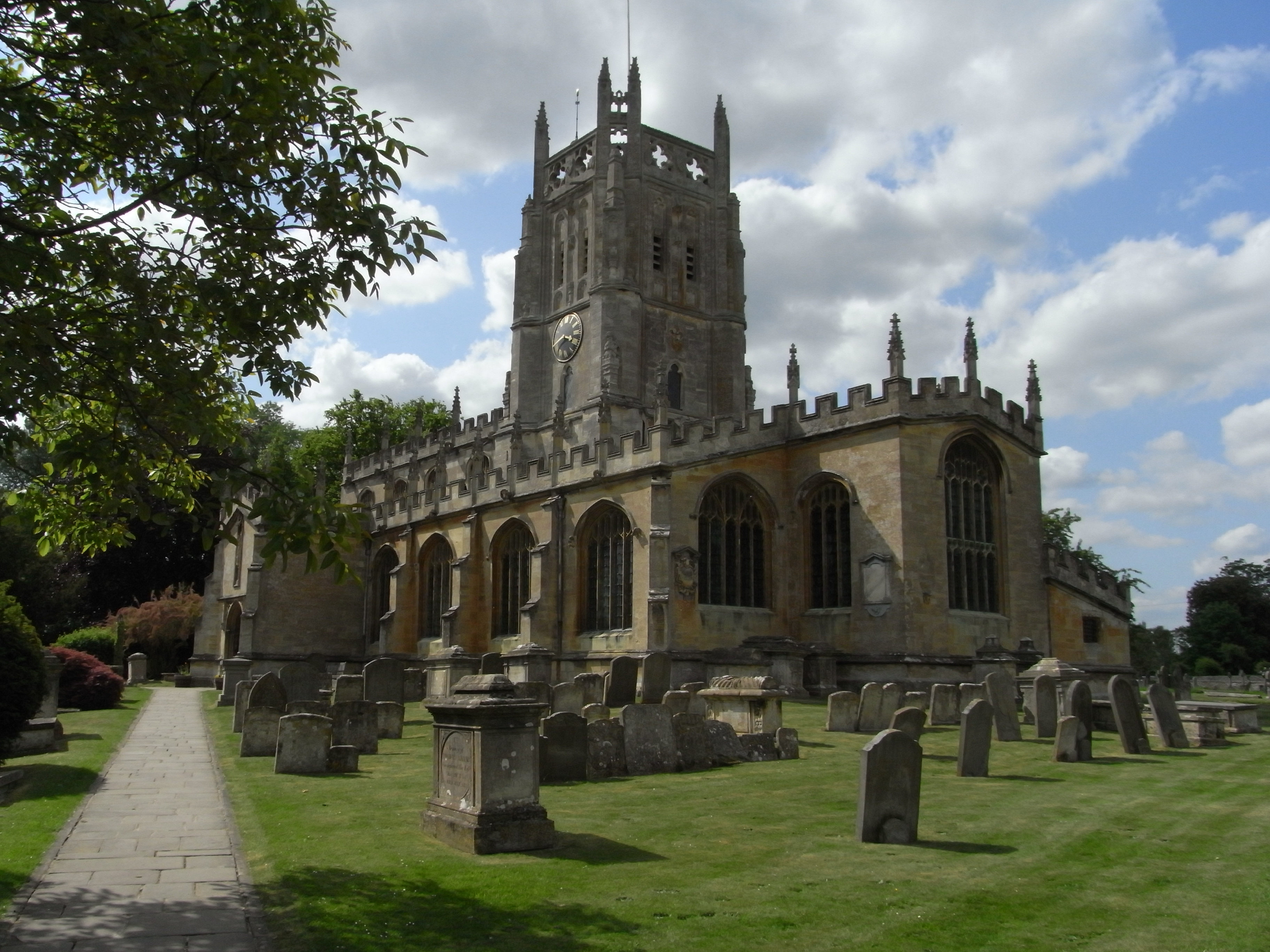
Buitenaanzicht

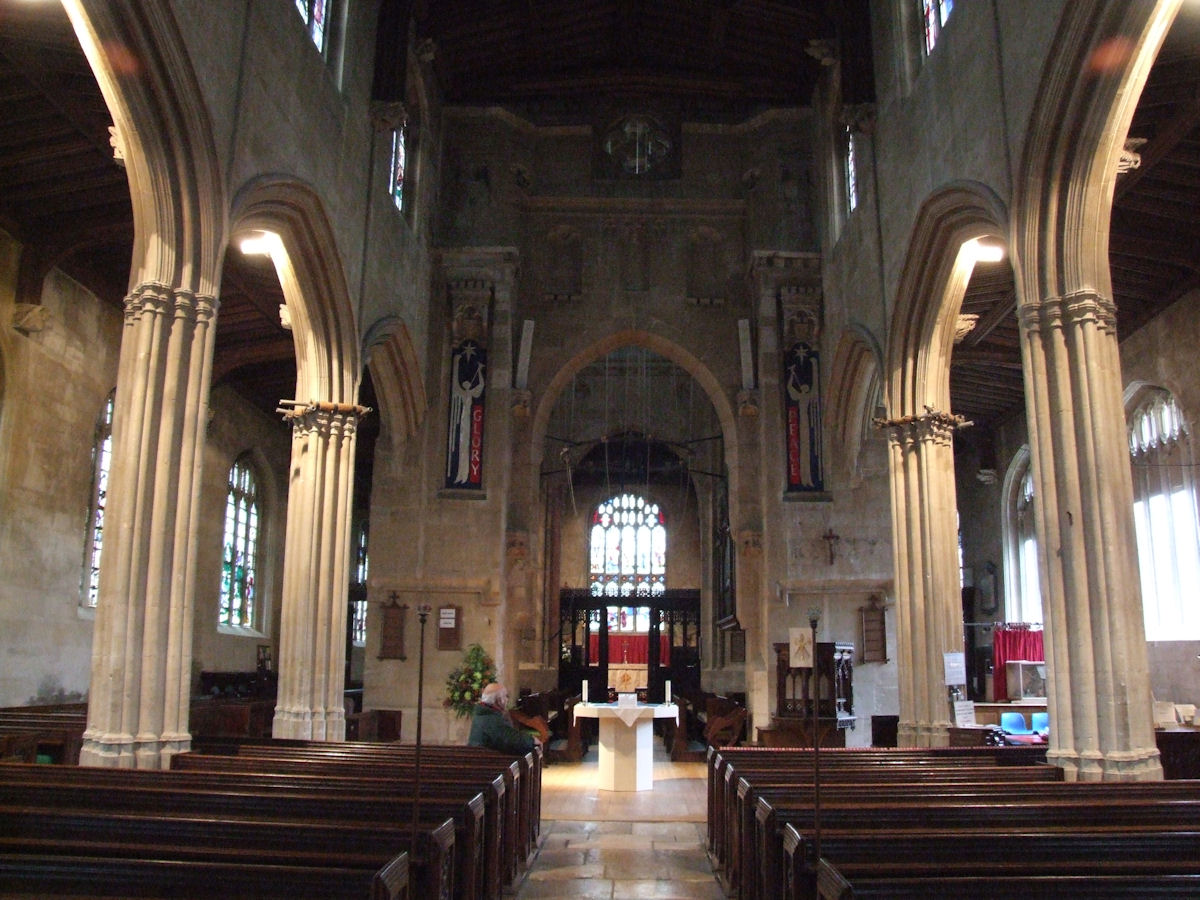
Interieur

De St Mary's Church in het Engelse stadje Fairford is een anglicaanse kerk uit de 15e eeuw gewijd aan Maria. Ze heeft een cyclus van 28 brandglasramen die behoren tot het best bewaarde glaswerk in het Verenigd Koninkrijk.

## Geschiedenis
De rijke wolhandelaar John Tame liet de parochiekerk van Fairford in de 15e eeuw herbouwen om er een prachtige reeks glaspartijen te installeren. In 1497, drie jaar voor zijn dood, wijdde de bisschop van Worcester het gebedshuis in. Het aanbrengen van de glas-in-loodramen onder zoon Edward Tame ca. 1500-1515 wordt toegeschreven aan Barnard Flower en zijn atelier. Flower, een Zuid-Nederlander die het gebracht had tot King's Glazier, maakte zijn ontwerp waarschijnlijk na samenspraak over de iconografie met bisschop Richard Fox van Durham. In latere eeuwen ontstond het verhaal dat Tame de ramen bekomen had door kaping van een schip op weg van de Lage Landen naar Rome. Hoogst uitzonderlijk overleefde de volledige cyclus de Reformatie en de Engelse Burgeroorlog. Dat laatste was te danken aan William Oldysworth, die in 1642 de ramen volledig liet ontmantelen en wegbergen toen hij over naderende troepen hoorde. Ook tijdens de Tweede Wereldoorlog werden de ramen in een kelder opgeslagen.

## Beschrijving
De kerk is gebouwd in Engelse gotiek van de Perpendicular Style. De vierkante toren met op de hoeken vier pinakels staat ongeveer in het midden tussen het schip en het lange koor. De twee zijbeuken lopen door tot halverwege het koor. Dit ongewone grondplan is bedoeld om maximaal effect te geven aan de brandglasramen.
Het koor is verfraaid met fijn houtsnijwerk, onder meer voor het doksaal en de misericorden. Aan de noordkant staat het grafmonument van John Tame, nabij de naar hem vernoemde kapel.

## Brandglasramen

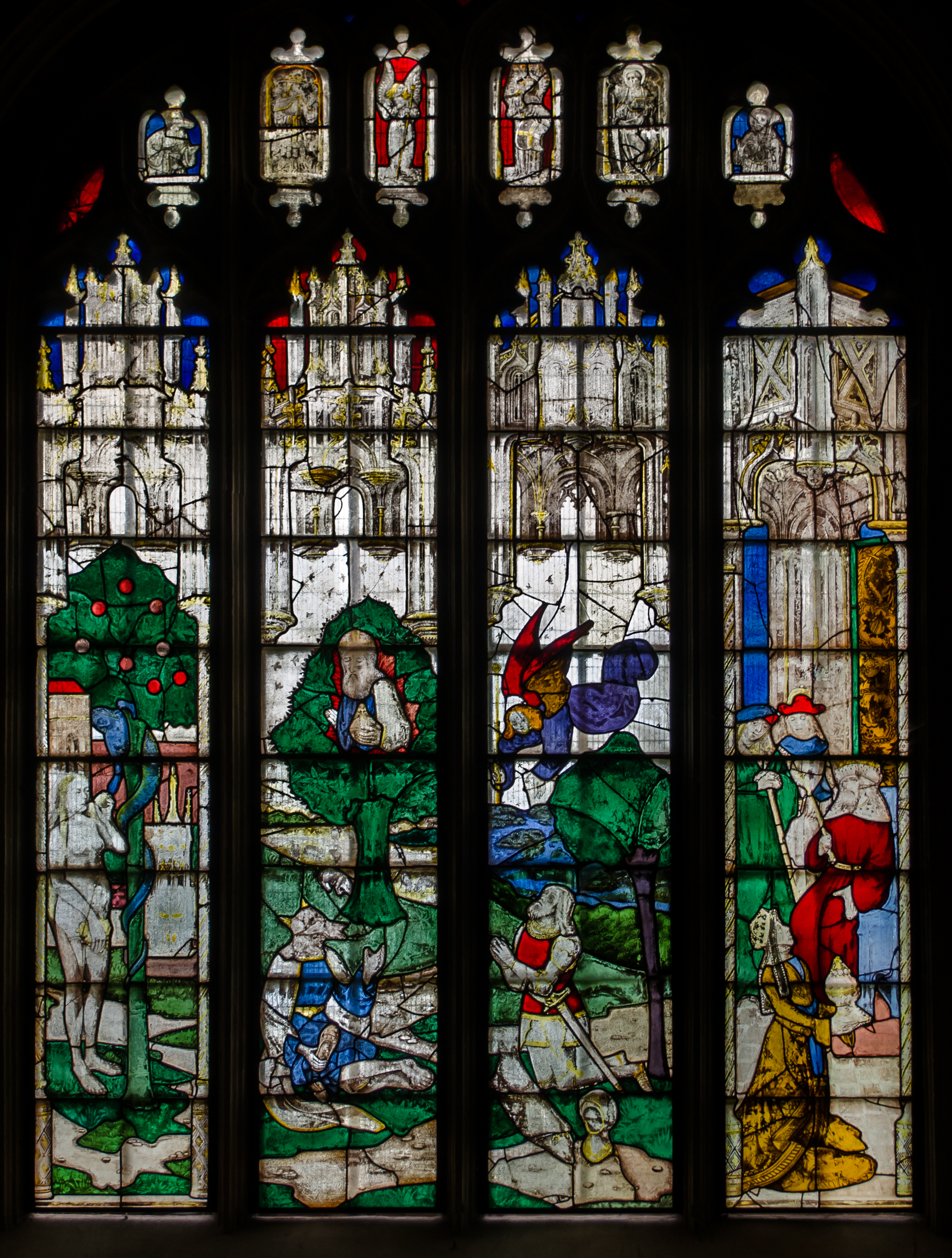
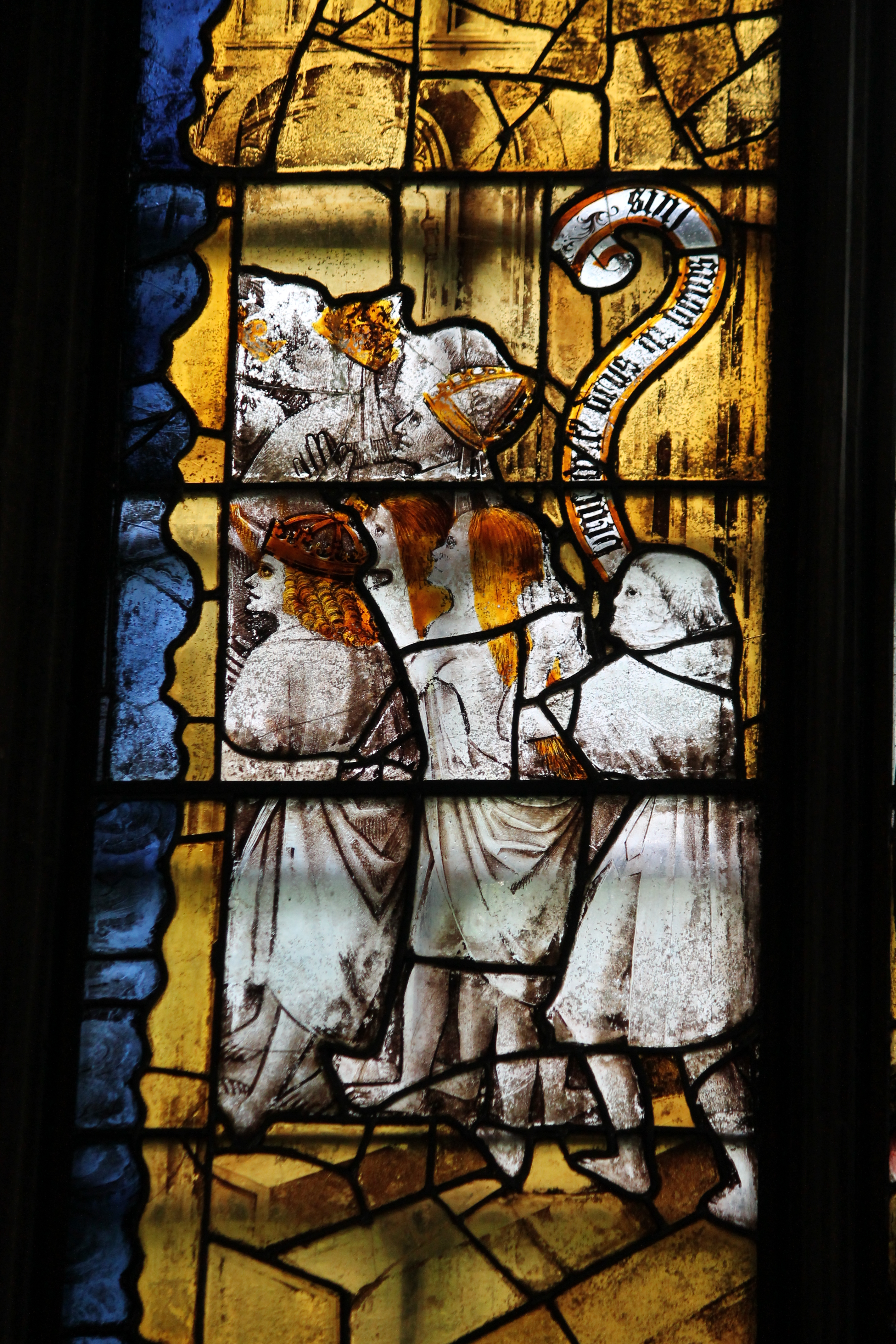
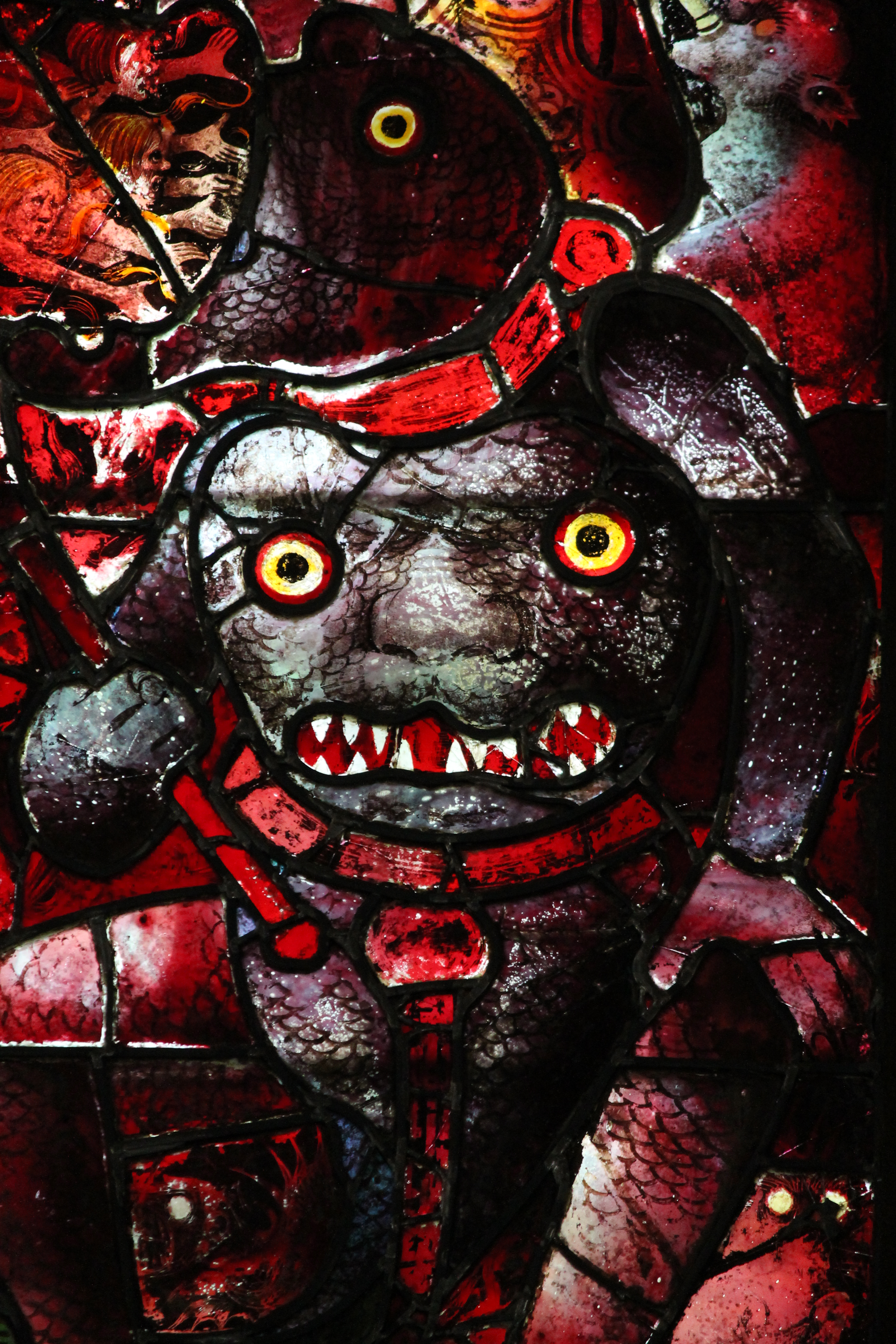
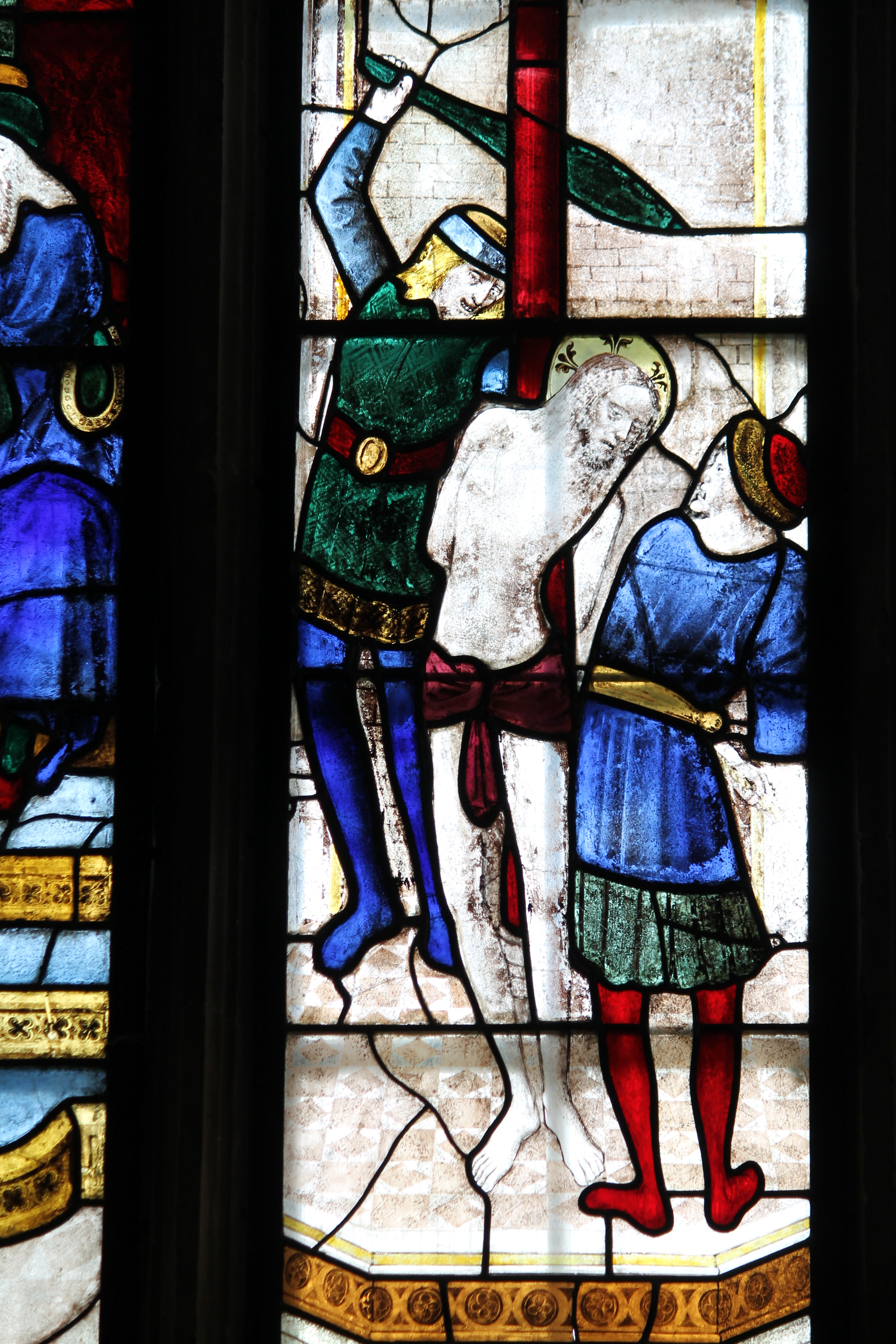
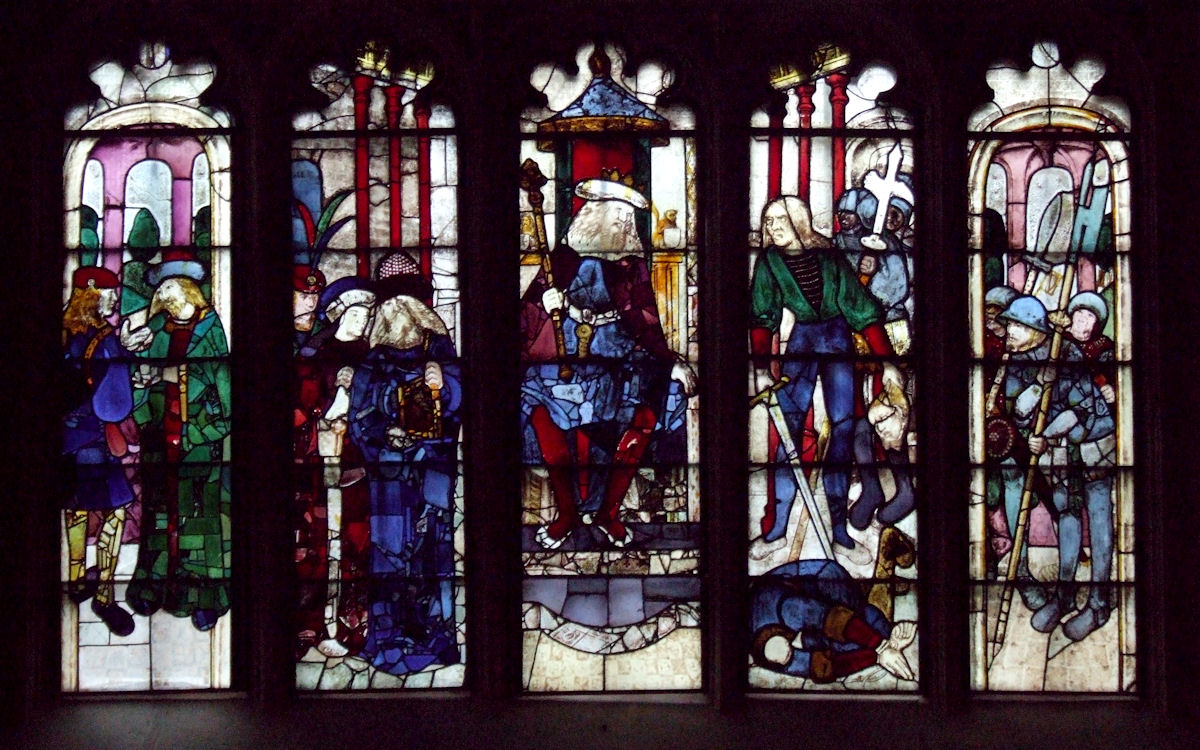